# Biskupizna

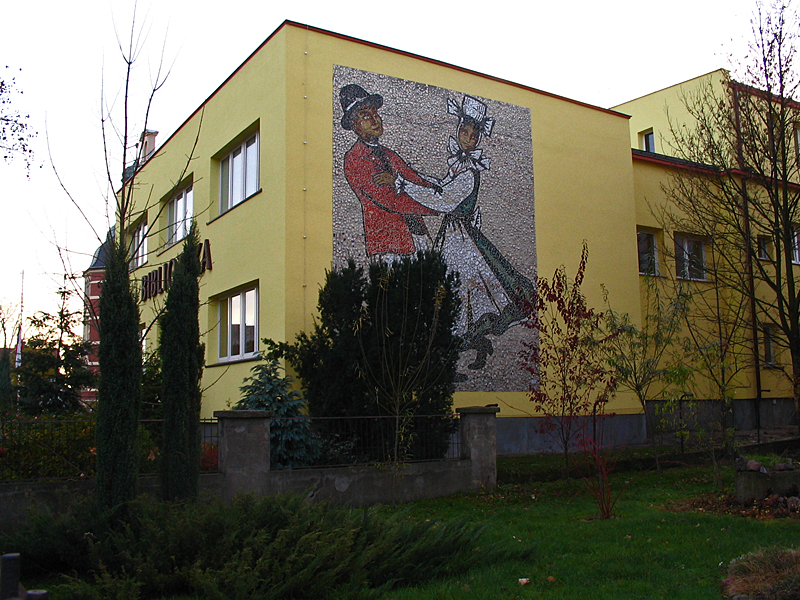
Biskupianie przedstawieni na budynku Biblioteki Publicznej w Gostyniu

Biskupizna – mikroregion folklorystyczny, obejmujący trzynaście miejscowości powiatu gostyńskiego ze stolicą w Krobi. Tereny te należały dawniej do biskupów poznańskich, temu też region zawdzięcza swą nazwę. Mieszkańcy tego regionu posiadają własną kulturę, język, obrzędy, stroje, muzykę, taniec, nazywani są Biskupiankami i Biskupianami.

## Geografia
Biskupizna obejmuje trzynaście miejscowości na terenie powiatu gostyńskiego: Bukownicę, Chumiętki, Domachowo, Grabianowo, Posadowo, Potarzycę, Rębowo, Sikorzyn, Starą Krobię, Sułkowice, Wymysłowo, Żychlewo ze stolicą w Krobi.

## Historia
Tereny Biskupizny należały dawniej do biskupów poznańskich, a każdy nominalny biskup, był jednocześnie proboszczem Krobi. Stąd też wywodzi się nazwa regionu – Biskupizna, oraz jego mieszkańców – Biskupianek i Biskupian. Tę tradycję zniósł dopiero w 1927 kardynał August Hlond. Biskupianie od zawsze czuli w sobie odrębność w stosunku do mieszkańców okolicznych ziem. Powodowane to było lepszą sytuacją gospodarczą, którą zawdzięczali mniejszym obciążeniom feudalnym, większym gospodarstwom oraz korzystniejszemu uwłaszczeniu. Poczucie odrębności przyczyniło się do izolowania się od ludności okolicznych terenów, co kształtowało kulturę Biskupian - język, obrzędy, stroje, muzykę i taniec. Do dziś wielu mieszkańców regionu jest silnie przywiązanych do tradycji.

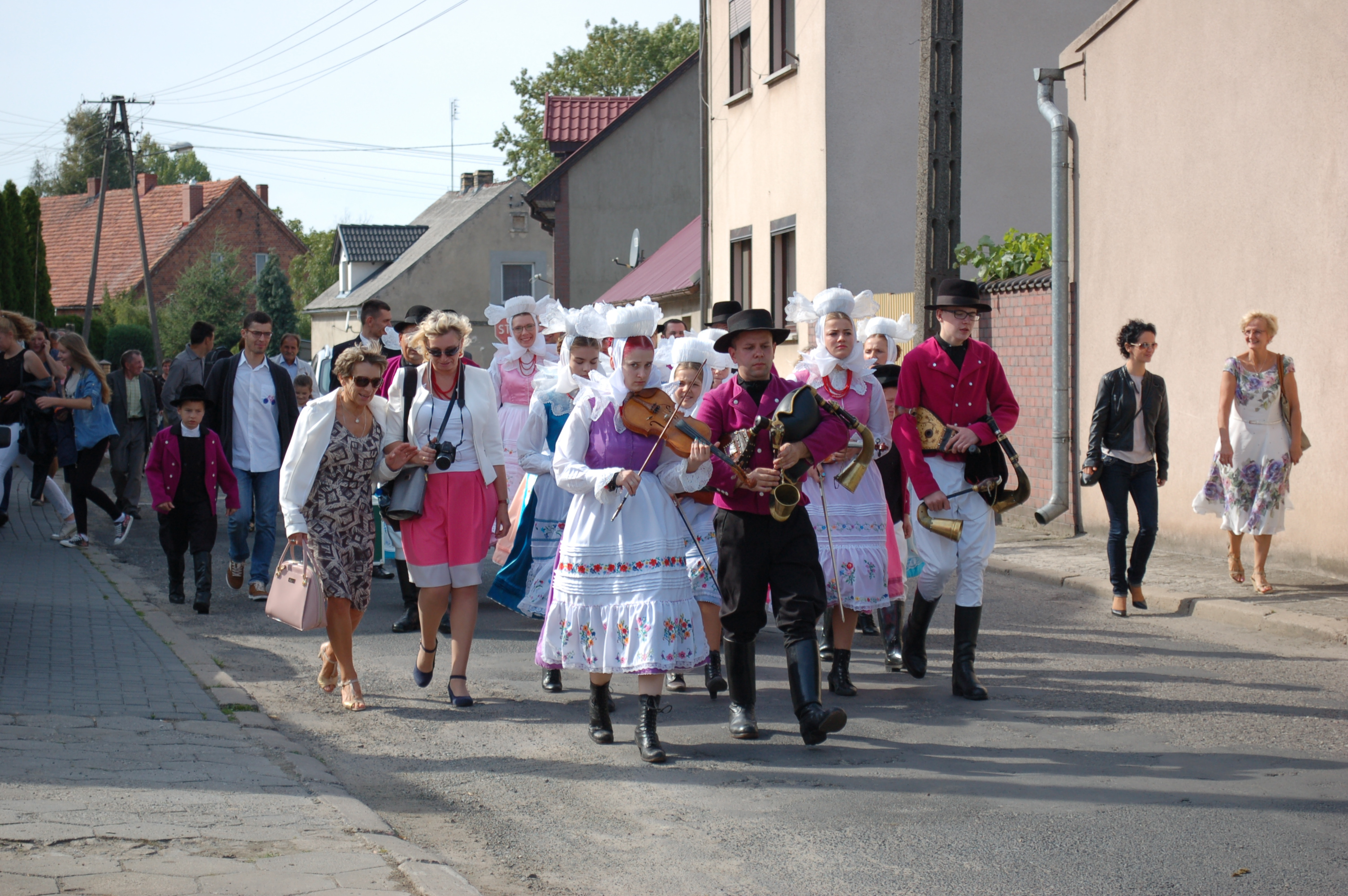
Festiwal Folkloru i Tradycji w Domachowie na Biskupiźnie w 2015 roku

## Strój

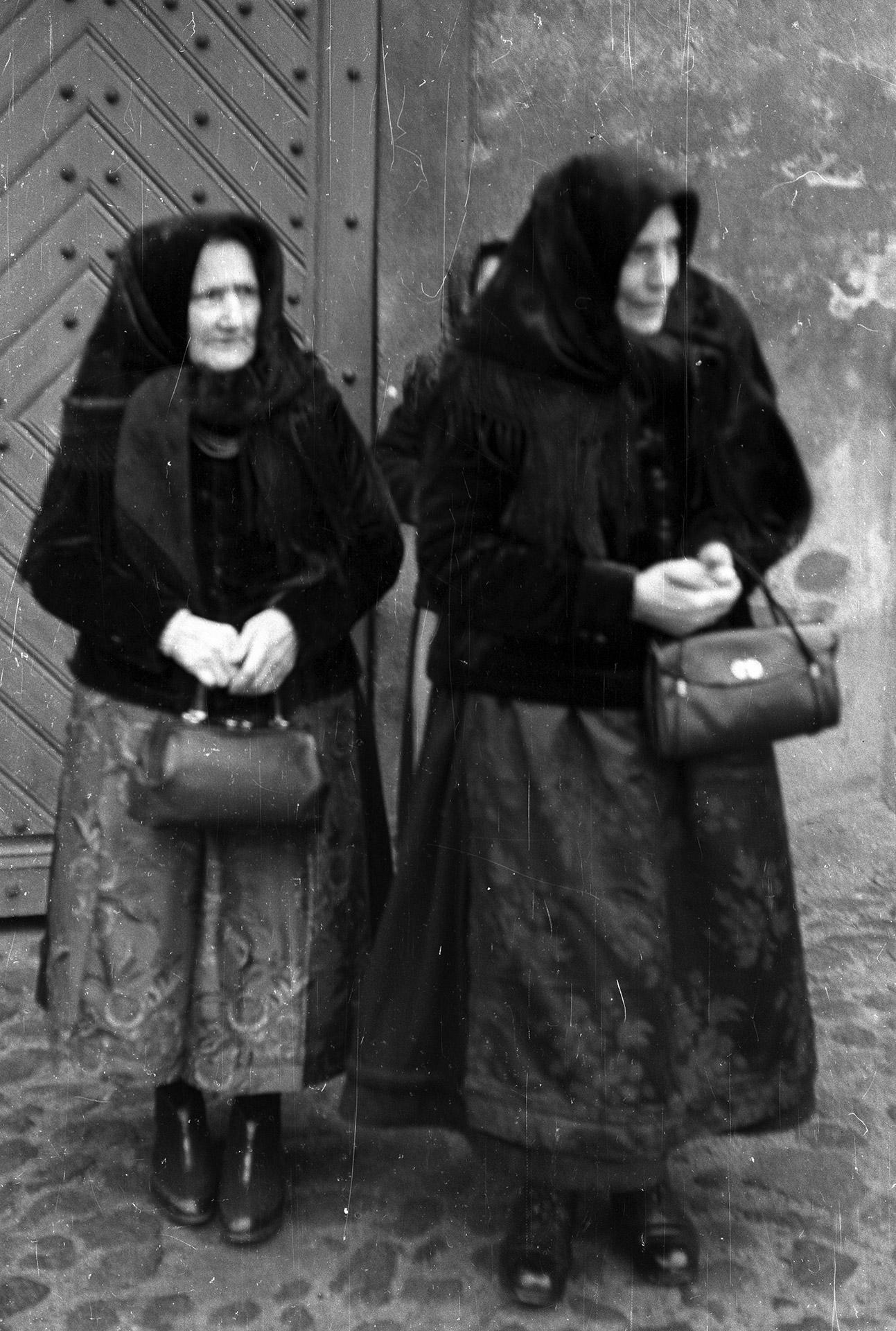
Biskupianki przed kościołem w Krobi

Dziewczęcy strój: płócienna biała koszula z rękawami, biała spódnica z falbanką sztywno uprasowana, na wierzchu 2 niebieska spódnica, na wierzchu ozdobny fartuch, białe pończochy, czarne sznurowane buty, na szyi korale.
Najbardziej znanym elementem ubioru jest nakrycie głowy. Panny noszą na głowie czepek z koronkowymi skrzydłami tzw. kopka, mężatki – czepce obwiązywane jedwabną chustą zwaną jedwabnica. Na święta i wesela mężatki zakładały  budy - kopki nakryte chustami. Obrzędowe nakrycie głowy na chrzciny, wesele – klapica – czepiec z przypiętymi z tyłu wstęgami.
Ubranie wierzchnie stanowi czarna kurtka jaczka zdobiona koronką.

## Muzyka

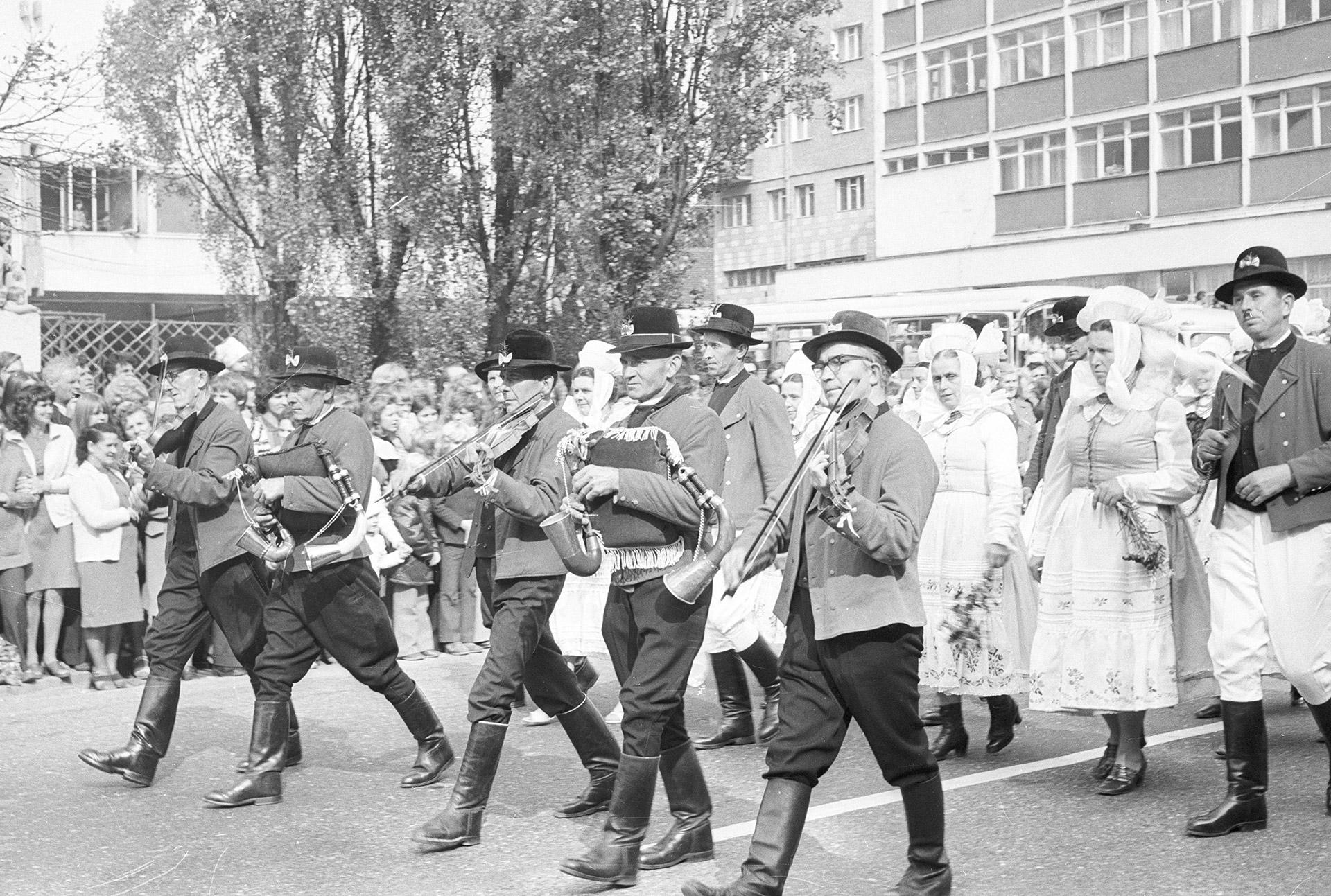
Biskupiańskie kapele dudziarskie

Na terenie Biskupizny występowała tradycyjna kapela w składzie: dudy i skrzypce podwiązane. Tańce charakterystyczne dla tego mikroregionu to wiwat, równy, przodek, siber, weksel, kłaniany, klepany, szewc, ceglorz.
Działa tutaj kilka zespołów folklorystycznych, które podtrzymują dawne tradycje. Są to między innymi:
- Biskupiański Zespół Folklorystyczny z Domachowa i Okolic,
- Młodzieżowy Zespół Folklorystyczny „Młodzi Biskupianie” ze Starej Krobi,
- Dziecięcy Zespół Biskupiański w Przedszkolu Samorządowym w Krobi,
- Dziecięcy Zespół Biskupiański Zespołu Szkoły Podstawowej i Gimnazjum w Krobi.

Edukację regionalną prowadzi się już w przedszkolach, dzięki temu młodzież poznaje kulturę swoich przodków. W Muzeum w Gostyniu i w Muzeum im. Edmunda Bojanowskiego w Grabonogu można oglądać wystawy poświęcone Biskupiźnie. Znanym popularyzatorem tradycji Biskupizny był Jan Bzdęga.

## Współczesność
Obecnie ludność Biskupizny odchodzi od dawnych zwyczajów. Osoby ubrane w stroje biskupiańskie można zobaczyć już jedynie podczas większych świąt i okolicznościowych imprez.